# Mathias Hallgren
Jacob Mathias Hallgren, född 13 september 1877 i Västra Gerums socken, död 2 januari 1968 i Stockholm, var en svensk affärsman.
Mathias Hallgren var son till lantbrukaren Sven Johan Hallgren. Efter genomgången folkskola och handelsskola anställdes han i en detaljaffär i Grästorp 1893, i grosshandelsföretag i Göteborg och Helsingborg 1902–1906, i Linköping[källa behövs] 1906–1907 och som försäljningschef på AB Sirius Tändsticksfabrik i Lidköping från 1907. Då fabriken uppgick i AB Förenade Svenska Tändsticksfabrikerna 1913, erhöll Hallgren samma befattning och blev vid den förnyade sammanslagningen till Svenska Tändsticks AB vd för Svenska tändsticksbolagets försäljnings AB. Han var initiativtagare till Solstickan, genom vars försäljning stora summor årligen kom att tillföras arbete för sjuka, fattiga barn och behövande åldringar.

## Utmärkelser
- Svenska köpmannaförbundets hederstecken i guld, 1942
- Pro patrias stora guldmedalj, 1944

## Familj
Hallgren var gift med Hilma Andersson (1876–1967). Makarna är gravsatta på Norra begravningsplatsen utanför Stockholm. Deras dotter Inga var gift med borgmästaren i Malmö Johan Björling.